# Saint-Léonard (Seine-Maritime)
Saint-Léonard is een gemeente in het Franse departement Seine-Maritime (regio Normandië). De gemeente telt 1766 inwoners (2005). De plaats maakt deel uit van het arrondissement Le Havre.

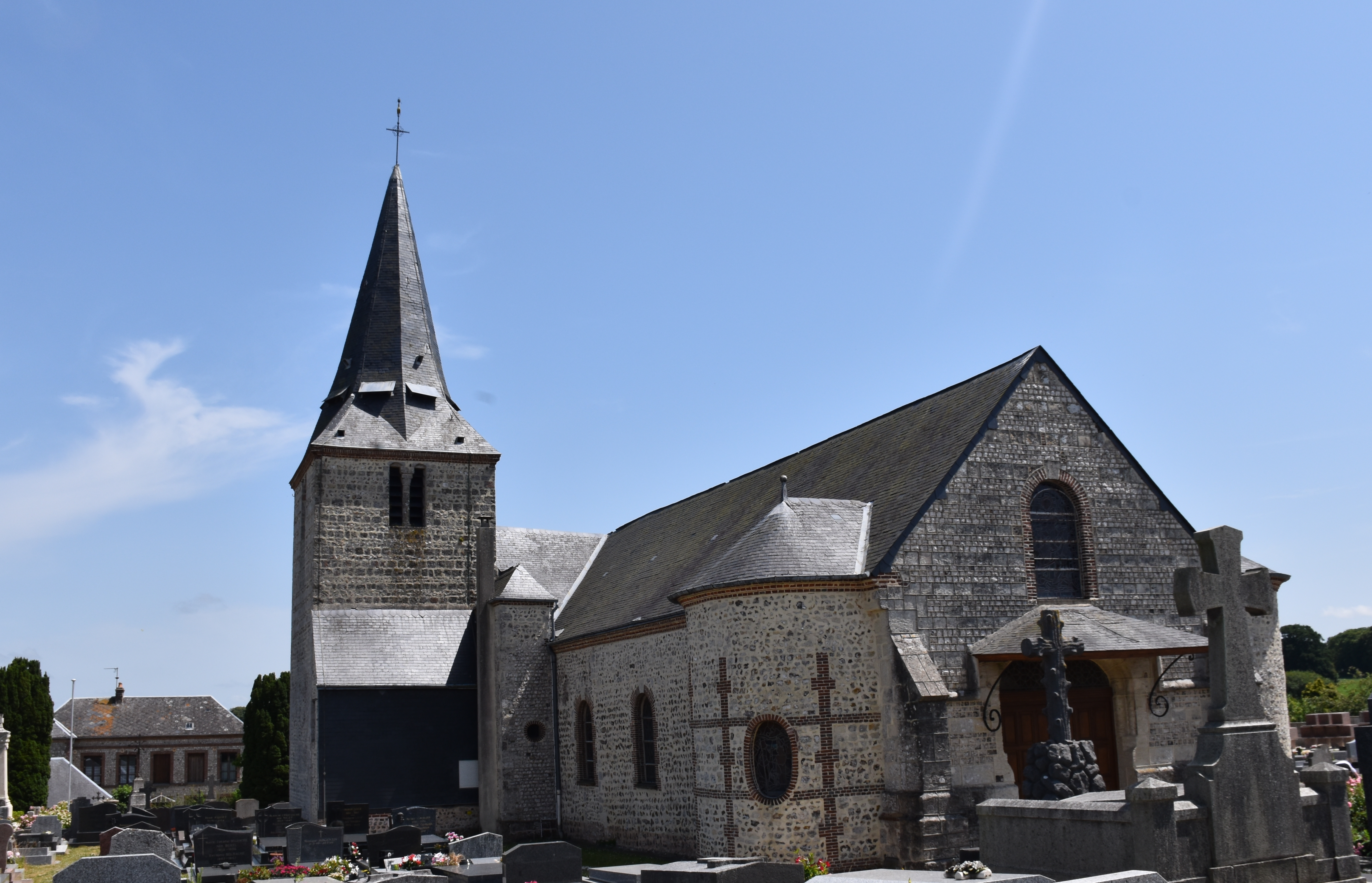
Église Saint-Léonard

## Geschiedenis
Oude vermeldingen van de plaats gaan terug tot de 14de eeuw als Sanctus Leonardus en de 15de eeuw als Saint Lynart en Saint Liénart. Op de 18de-eeuwse Cassinikaart is de plaats aangeduid als St. Leonard.
Op het eind van het ancien régime op het eind van de 18de eeuw, toen de gemeenten werden gecreëerd, werd Saint-Léonard een gemeente.
In 1846 werd het afgelegen gehucht Vaucottes, dat zich in het uiterste westen van de gemeente bevond, overgedragen aan buurgemeente Vattetot-sur-Mer.
Bij een presidentieel decreet van 8 augustus 1889 werd een stukje grondgebied van Saint-Léonard aangehecht bij buurgemeente Criquebeuf, en een stukje grondgebied bij buurgemeente Yport.

## Geografie
De oppervlakte van Saint-Léonard bedraagt 11,9 km², de bevolkingsdichtheid is 148,4 inwoners per km². 
Saint-Léonard ligt aan Het Kanaal.
Het dorpscentrum ligt in het oosten van de gemeente, maar het grondgebied strekt zich ook een vijftal kilometer westwaarts, met een afgelegen stuk voorbij de buurgemeente Criquebeuf-en-Caux, Yport en Froberville. Op het grondgebied van Saint-Léonard liggen nog diverse gehuchten, waaronder Basbeuf, Chesnay, Croix Bigot, Grainval, Les Hogues en Roctel.
De onderstaande kaart toont de ligging van Saint-Léonard (Seine-Maritime) met de belangrijkste infrastructuur en aangrenzende gemeenten.

## Bezienswaardigheden
- De Église Saint-Léonard
- Het Château des Hogues

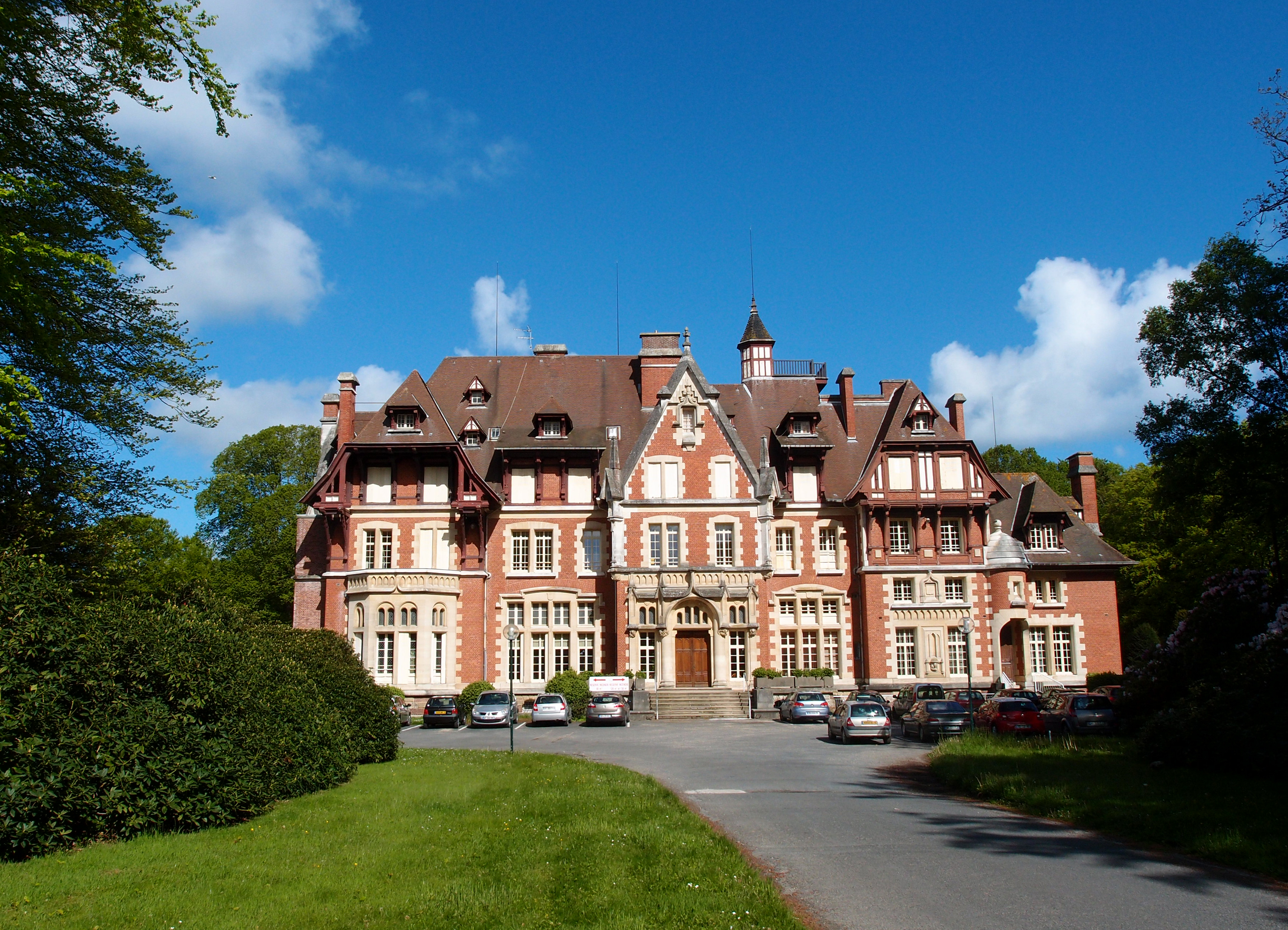
Château des Hogues

## Demografie
Onderstaande figuur toont het verloop van het inwonertal (bron: INSEE-tellingen).